# عامر خان للإنتاج
عامر خان للإنتاج (AKP) هي شركة إنتاج وتوزيع الأفلام السينمائية الهندية ومقرها مومباي. تأسست الشركة عام 1999 على يد الممثل عامر خان. كان أول إنتاج له هو الفيلم المرشح لجائزة الأوسكار لاجان (2001)، ب.شرينيفاس راو هو المنتج المنفذ لشركة عامر خان للإنتاج، كما تعمل زوجة خان، كيران راو ، كمنتجة للشركة. كانت منتجة مشاركة لكل من في الأفلام نجوم على الأرض (2007) و سواء كنت تعرف أم لا (2008).